# 添田喬
添田 喬（そえだ たかし、1924年（大正13年）2月10日 - ）は日本の工学者。徳島大学名誉教授。広島文理科大学数学学科数学専攻卒業。

## 経歴
1949年に広島文理科大学数学学科数学専攻を卒業。1962年に京都大学で工学博士を授与。1978年に徳島大学工学部長に就任。1982年から1988年まで徳島大学学長・徳島大学工業短期大学部学長を務めた。
1986年から1990年まで日本学術会議会員、1988年から2000年まで徳島文理大学学長を歴任。2002年から徳島工業短期大学学監に就任、2006年から2011年まで倉敷芸術科学大学学長を務めた。

## 著書
- 『わかる自動制御 増補版』（1967年、日新出版）
- 『システム工学の基礎』（1971年、日新出版）
- 『振動工学の基礎』（1978年、日新出版）
- 『信号処理の基礎と応用』（1979年、日新出版）
- 『数理統計の基礎と応用』（1980年、日新出版）
- 『振動工学の基礎』（2000年、日新出版）

## 共著
- 『わかる自動制御』（椹木義一、1966年、日新出版）
- 『統計的自動制御理論』（椹木義一、中溝高好、1966年、コロナ社）
- 『わかる自動制御演習』（中溝高好、1967年、日新出版）
- 『いま我々は何をなすべきか―高度情報社会と地域特性を生かしたそれへの対応』（中井直男、1985年、日新出版）
- 『自動制御の講義と演習』（中溝高好、1988年、日新出版）
- 『情報処理技法の基礎』（田渕敏明、柴田浩、1993年、日新出版）
- 『システム工学の講義と演習』（中溝高好、1994年、日新出版）